# Edward Purcell (músic)
|  | Per a altres significats, vegeu «Edward Henry Purcell». |

Edward Purcell (Londres, 1689 - ídem, 1740) fou un compositor i organista londinenc.
Purcell va néixer a Westminster, Londres, l'únic fill supervivent del mestre del barroc anglès Henry Purcell, que va morir el 1695 quan Edward era un nen petit. Quan la seva mare Frances va morir el febrer de 1706, va declarar en la seva voluntat i, segons sembla, segons els desitjos del seu marit, que li havia donat una bona educació. També li va deixar llegenda música i instruments: "l'òrgan, el doble filat, el filat únic"; possiblement els instruments que el seu marit havia utilitzat. Edward es va convertir en organista de "St. Clement Eastcheap", a Londres a la fi de 1711, una posició que va mantenir durant la resta de la seva vida. No va tenir èxit en els seus intents de succeir al seu oncle Daniel Purcell com a organista de "St. Andrew's", Holborn, el 19 de febrer de 1718 i de nou el 3 d'abril de 1719. Finalment es va convertir en organista a "St. Margaret's", Westminster, el 8 de juliol de 1726, simultàniament amb el seu lloc a Eastcheap.
En 1739, l'any anterior a la seva mort, va ser un dels membres fundadors de la societat benèfica dels músics amb seu a Londres, coneguda llavors com la Societat dels Músics (més tard es convertiria en la "Royal Society of Musicians"). Va ser enterrat a "St. Clement Eastcheap", prop de la porta de la galeria d'òrgues, i va ser succeït com a organista allà pel seu fill Edward Henry (1716 - 1765). Edward Purcell va publicar dues cançons, tot i que els cants de salm que se li atribueixen semblen creats per un homònim anterior, potser el seu oncle.